# شاين كينغ
شاين كينغ (بالإنجليزية: Shane King)‏ هو سياسي أسترالي، ولد في 15 يناير 1969 في بريزبان في أستراليا. حزبياً، نشط في Queensland Labor Party ‏. وقد انتخب عضو المجلس التشريعي ولاية كوينزلاند عن دائرة Electoral district of Kurwongbah ‏ (25 نوفمبر 2017 – ) وانتخب عضو المجلس التشريعي ولاية كوينزلاند عن دائرة Electoral district of Kallangur ‏ (31 يناير 2015 – 25 نوفمبر 2017).